# Даєн Рівз
Да́єн Рівз (англ. Dianne Reeves; нар. 23 жовтня 1956 року, Детройт, Мічиган, США) — американська джазова співачка. Вона вважається однією з найважливіших постатей серед джазових вокалістів. У 2018 році одержала найпрестижнішу нагороду в області американського джазу «Маестро джазу».

## Біографія
Даєн Рівз народилася в Детройті в музичній родині — її батько співав, мати грала на трубі, її дядько Чарльз Барел грав на контрабасі, а двоюрідний брат Джордж Дюк — музикант і композитор. Хоч вона народилася в Детройті, дитячі роки пройшли у Денвері, де у 1971 році вона почала співати та грати на фортепіано.
Вона була членом ансамблю середньої школи, коли під час виступу в Чикаго її зауважив трубач Кларк Террі та запросив співати з ним.

## Даєн Рівз у Львові
26 червня 2016 року Даєн Рівз зі своїм квартетом виступила у Львові на «Альфа Джаз Фест 2016» — шостому Міжнародному джазововому фестивалі, що тривав з 24 до 27 червня. На концерті Даєн Рівз виступила з Пітером Мартіном, Ромеро Лубамбо, Реджинальдо Вілом і Теріоном Галі.

## Нагороди Греммі
Даєн Рівз здобула п'ять премій Греммі за найкращий джазовий вокальний альбом:
- 2001: In the Moment – Live in Concert[en]
- 2002: The Calling: Celebrating Sarah Vaughan[en] — (записаний для відзначення пам'яті про Сару Вон)
- 2004: A Little Moonlight[en]
- 2006: Good Night, and Good Luck (звукова доріжка фільму «Добраніч, та нехай щастить»)
- 2015: Beautiful Life[en]